# Luis Javier Suárez Charris
|  | Per a altres significats, vegeu «Luis Suárez». |

Luis Javier Suárez Charris (Santa Marta, Colòmbia, 2 de desembre de 1997), més conegut com a Luis Suárez, és un futbolista colombià que juga com a davanter centre i actualment milita a l'Sporting CP.

## Carrera de club
Nascut a Santa Marta, Suárez va debutar com a sènior amb el Leones FC el 5 d'octubre de 2015, entrant com a substitut a la segona part en una derrota per 1-3 a la Categoria Primera B fora de casa contra l'Amèrica de Cali. L'1 de març següent, després de vuit partits amb el primer equip, va ser cedit al Granada CF fins al 2017 amb una clàusula de rescissió, i va ser destinat al filial de Segona Divisió B.
El 17 de juliol de 2017, després d'haver cedit els seus drets federatius al Watford, Suárez va ser cedit al Real Valladolid B de tercera divisió durant un any. El 9 de juliol següent, després de marcar 11 gols, es va incorporar també temporalment al Gimnàstic de Tarragona de Segona Divisió.
Suárez va fer el seu debut com a professional el 20 d'agost de 2018, substituint Tete Morente al final de l'empat 1-1 a casa contra el Tenerife. Va marcar el seu primer gol el 7 d'octubre, aconseguint l'empat en un empat 1-1 contra el Cadis.
El 21 de juny de 2019, Suárez va ser cedit al Reial Saragossa, encara a la segona divisió espanyola. Va acabar la temporada regular amb 19 gols, sent el màxim golejador de l'equip, però no se li va permetre jugar el play-off quan va acabar la cessió.
El 2 d'octubre de 2020, Suárez va tornar a Granada amb un contracte de cinc anys, per una quota de 10 milions de lliures.
El 18 de juliol de 2022, l'Marsella a França va anunciar el traspàs de Suárez. No obstant això, el 5 de desembre, va tornar a Espanya i la seva màxima categoria després d'acordar un contracte de cessió amb la UD Almeria, amb una clàusula de rescissió obligatòria si el club evitava el descens.
L'1 d'octubre de 2023, Suárez va marcar un hat-trick, amb l'assistència dels tres gols de Largie Ramazani en un empat 3-3 contra el Granada CF.
El 28 de juliol de 2025, l'Sporting CP, equip de la Primeira Liga, va anunciar el fitxatge de Suárez com a substitut de Viktor Gyökeres, fitxat per l'Arsenal FC.

## Carrera internacional
El 12 de novembre de 2020, Suárez va debutar amb l'equip sènior colombià contra l'Uruguai.